# 北美圆柏
北美圆柏（学名：Sabina virginiana）又名铅笔柏、红柏，为柏科圆柏属的植物。

## 形态
常绿乔木，高可达30米。叶形状和桧相似，但交互对生，叶背有隆起呈小瘤状的油腺，较桧刺形叶短而细；肉质而小的球果。

## 分布
原产北美，中国青岛于20世纪初引种，后引种至山东泰安，1960年代被引种至江苏、浙江等地用作海防林。

## 用途
心材红或赤褐色有香气，为制造铅笔笔杆的较好原料，又为家具和装修的材料。